# Gompholobium
Gompholobium es un género de plantas con flores con 101 especies perteneciente a la familia Fabaceae. 
La mayoría de las especies tienen hojas compuestas compuestas por tres valvas y todas tienen diez estambres  libres . 

## Especies seleccionadas
Especies incluidas:
- Gompholobium aristatum Benth.
- Gompholobium aspalathoides A.Cunn. ex Benth.
- Gompholobium baxteri Benth.
- Gompholobium burtonioides Meisn.
- Gompholobium capitatum A.Cunn.
- Gompholobium cinereum Chappill
- Gompholobium confertum (DC.) Crisp
- Gompholobium cyaninum Chappill
- Gompholobium ecostatum Kuchel - Dwarf Wedge-pea
- Gompholobium foliolosum Benth.
- Gompholobium gairdnerium Chappill
- Gompholobium glabratum DC.
- Gompholobium glutinosum Chappill
- Gompholobium gompholobioides (F.Muell.) Crisp
- Gompholobium grandiflorum Sm.
- Gompholobium hendersonii Paxton
- Gompholobium huegelii Benth. - Common Wedge-pea
- Gompholobium inconspicuum Crisp - Creeping Wedge-pea
- Gompholobium knightianum Lindl.
- Gompholobium latifolium Sm. - Giant Wedge-pea
- Gompholobium marginatum R.Br.
- Gompholobium minus Sm.
- Gompholobium muticum (Benth.) Chappill
- Gompholobium nitidum Sol. ex Benth.
- Gompholobium obcordatum Turcz.
- Gompholobium ovatum Meisn.
- Gompholobium pinnatum Sm.
- Gompholobium polymorphum R.Br.
- Gompholobium polyzygum F.Muell.
- Gompholobium preissii Meisn.
- Gompholobium pungens Chappill
- Gompholobium roseum Chappill
- Gompholobium scabrum Sm.
- Gompholobium shuttleworthii Meisn.
- Gompholobium simplicifolium (F.Muell. & Tate) Crisp
- Gompholobium subulatum Benth.
- Gompholobium tomentosum Labill.
- Gompholobium uncinatum A.Cunn. ex Benth.
- Gompholobium venulosum Lindl.
- Gompholobium venustum R.Br.
- Gompholobium villosum (Meisn.) Crisp
- Gompholobium virgatum Sieber ex DC.
- Gompholobium viscidulum Meisn.
- Gompholobium wonganense Chappill